# Plagioscion casattii
Plagioscion casattii är en fiskart som beskrevs av Orangel Antonio Aguilera Socorro och Rodrigues de Aguilera 2001. Plagioscion casattii ingår i släktet Plagioscion och familjen havsgösfiskar. Inga underarter finns listade i Catalogue of Life.